# Pane ticinese

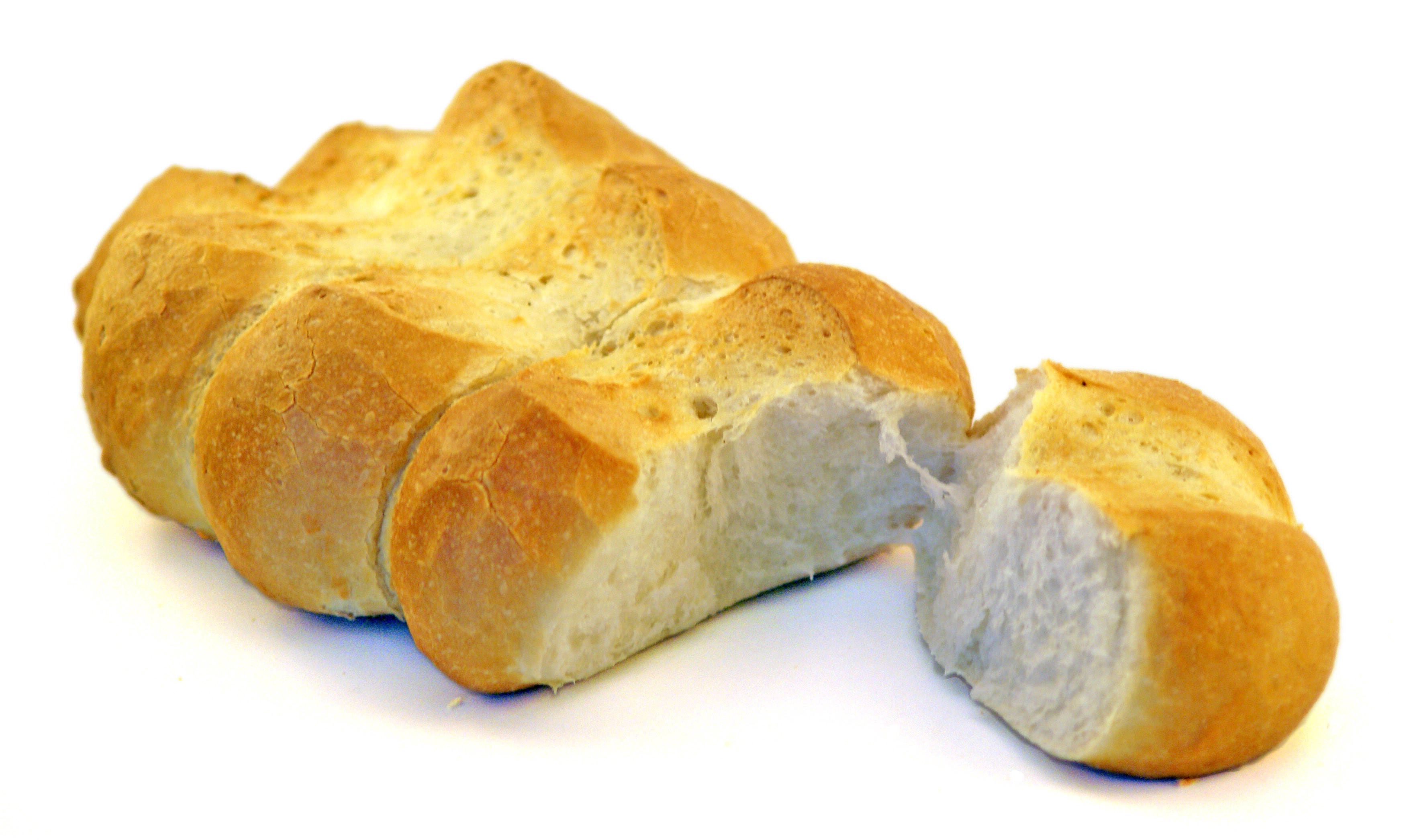
Pane ticinese.

Il pane ticinese è un tipo di pane bianco tradizionale del Canton Ticino, in Svizzera, ma venduto anche nel resto della nazione, dove è genericamente noto come pane del Ticino (in tedesco Tessiner Brot, in francese Pain tessinois). All'interno del Canton Ticino stesso, ci si può definire a lui con svariati nomi specifici dei luoghi di produzione, fra cui pane riga, reale o lireta.
Questo tipo di pane è caratterizzato dalla sua forma, composta da numerose piccole pagnotte o rotoli fatti per essere rotti a mano, e dall'aggiunta di olio all'impasto, che rende il pane particolarmente soffice.